# Utansjö
Utansjö är en tätort i Högsjö distrikt (Högsjö socken) i Härnösands kommun, Västernorrlands län (Ångermanland). Orten ligger vid sidan av Europaväg 4, inte långt ifrån Högakustenbron och räknades fram till 2015 som en tätort. Vid avgränsningen 2015 klassades bebyggelsen till småorten på varsin sida om Utansjöån, denna och Utanjsjö norra. Sedan 2020 räknas orten som en enda småort som omfattar den bebyggelse som tidigare varit delad mellan de två småorterna. Vid avgränsningen 2023 klassades den åter som tätort.
Området öster om E4, som tidigare räknades som en del av tätorten, har sedan 2015 inte ingått i någon av småorterna eller tätorten från 2023.

## Historia
Den 11 februari 1738 erhöll Daniel Halenius rättigheter till en stångjärnshammare och två härdar. Den utsedda platsen var belägen 450 alnar ovanför Utansjöåns utlopp vid ett fall och en säker grund såväl för de tilltänkta byggnaderna som för den stora damm om 16 famnars längd, vilken man ämnade bygga tvärs över ån. I Utansjös privilegier bestämdes det att bruket skulle hämta sitt tackjärn från Nisshyttans masugn i Österbergslagen. 1850 nedlades stångjärnstillverkningen och även manufakturverket. Endast tackjärnsblåsningen vid masugnen var kvar och blev med tiden bara mindre. 1894 köpte Sandvikens Sågverks AB såväl bruket som skogarna. Dessa fanns bland annat i Högsjö, Hemsö och Nora socknar. Samma år sålde Sandviken bruket till Utansjö Cellulosa AB, som ämnade bygga en fabrik på området. Skogarna ingick emellertid inte i köpet. 
Utansjö Bruk, som sedermera ägdes av Rottneros AB, lades ned 2008. Bruket med tillhörande arbetarbostäder var beläget strax utanför byn, på andra sidan av E4:an invid Ångermanälven. Brukets historia omfattar även jordbruk, vilket upphörde i mitten av 1940-talet. Mellan 1878 och 1898 bedrevs endast jordbruk.
Här finns ett vattenfall i Utansjöån vid dess utlopp i Ångermanälvska skärgården, med en flodområdesareal av 170 km², en medelvattenföring av 0,9 kbm/s och en fallhöjd av 33,5–37 m.
Fallet började byggas ut 1898. Maskininstallationen möjliggjorde inledningsvis uttagandet av omkring 660 turbinhästkrafter för direkt drift (mekanisk överföring) och omkring 250 kilowatt för elektrisk drift. Kraftverket tillhörde Utansjö cellulosa AB, Veda, och kraften användes redan från början för cellulosafabriken.

### Befolkningsutveckling

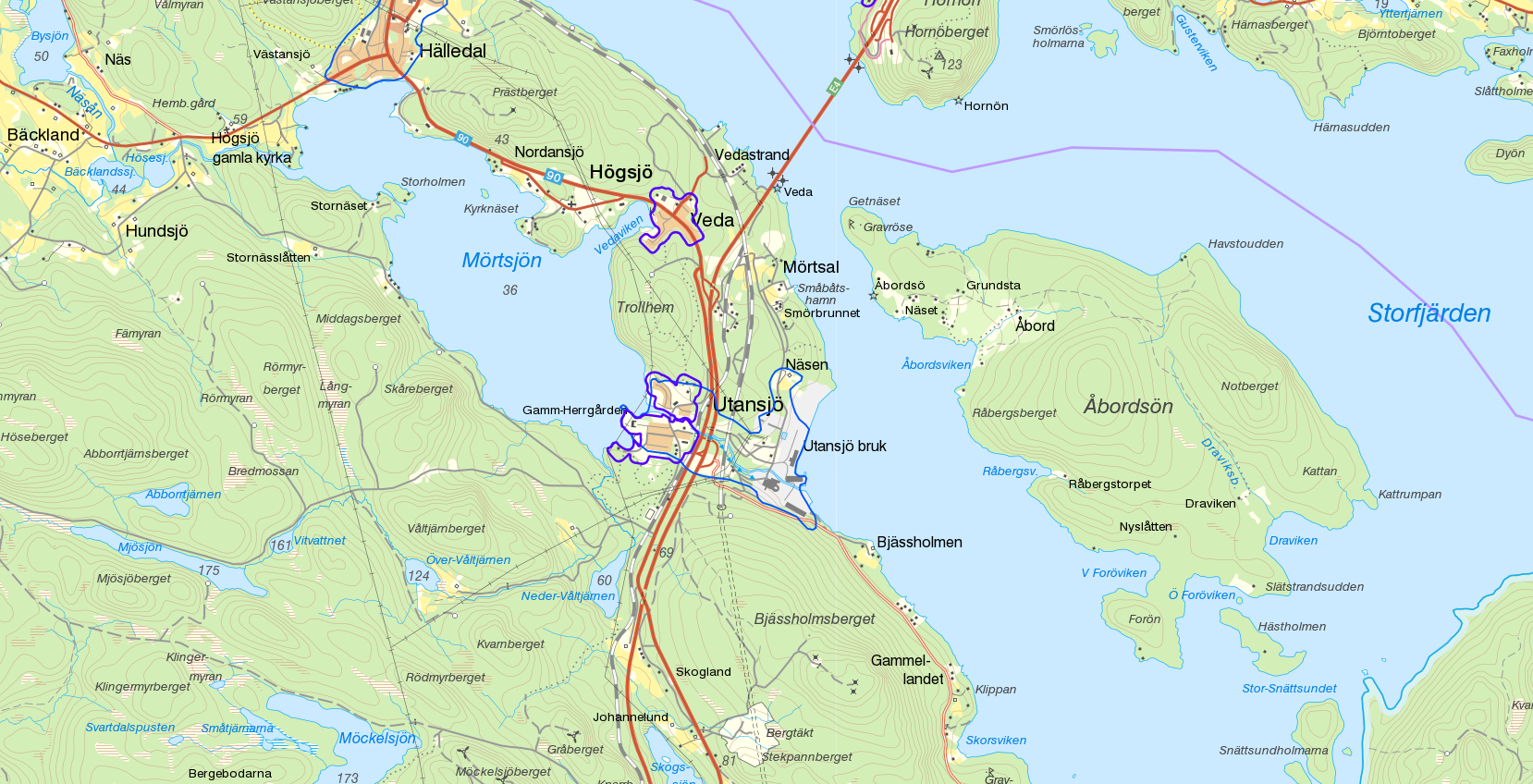
Den av Statistiska centralbyrån avgränsade och numera upphörda tätorten Utansjö, med gränserna från tätortsavgränsningen 2010 samt de två småorterna som ersatte tätorten 2015. På kartan syns även småorten Veda.

| Befolkningsutvecklingen i Utansjö/Utansjö södra 1950–2015                                                                                           | Befolkningsutvecklingen i Utansjö/Utansjö södra 1950–2015 | Befolkningsutvecklingen i Utansjö/Utansjö södra 1950–2015 | Befolkningsutvecklingen i Utansjö/Utansjö södra 1950–2015 | Befolkningsutvecklingen i Utansjö/Utansjö södra 1950–2015 |
| --- | --------------------------------------------------------- | --------------------------------------------------------- | --------------------------------------------------------- | --------------------------------------------------------- |
| |                                                           |                                                           |                                                           |                                                           |
| År |                                                           |                                                           | Folkmängd                                                 | Areal (ha)                                                |
| 1950 | 1950                                                      |                                                           | 631                                                       |                                                           |
| 1960 | 1960                                                      |                                                           | 513                                                       |                                                           |
| 1965 | 1965                                                      |                                                           | 499                                                       |                                                           |
| 1970 | 1970                                                      |                                                           | 464                                                       |                                                           |
| 1975 | 1975                                                      |                                                           | 472                                                       |                                                           |
| 1980 | 1980                                                      |                                                           | 478                                                       |                                                           |
| 1990 | 1990                                                      |                                                           | 351                                                       | 106                                                       |
| 1995 | 1995                                                      |                                                           | 289                                                       | 106                                                       |
| 2000 | 2000                                                      |                                                           | 244                                                       | 102                                                       |
| 2005 | 2005                                                      |                                                           | 209                                                       | 102                                                       |
| 2010 | 2010                                                      |                                                           | 209                                                       | 101                                                       |
| 2015 | 2015                                                      |                                                           | 112                                                       | 22#                                                       |
| 2020 | 2020                                                      |                                                           | 181                                                       | 28#                                                       |
| Anm.: 2015 ej längre tätort enligt SCB, "för långa avstånd mellan byggnader". Utansjö norra utbruten 2015 men räknas 2020 åter samman # Som småort. |                                                           |                                                           |                                                           |                                                           |